# Kara Ahmed Pascha
Kara Ahmed Pascha, död genom avrättning 29 september 1555, var storvesir i det Osmanska riket under Süleyman I mellan 1553 och 1555, efter att Rüstem Pasha hade blivit avsatt. Efter avrättning blev Pasha åter storvisir, vilket antas bero på att han var sultanens hustru Roxelanas svärson.